# 埃勒比 (北卡羅萊納州)
埃勒比（英語：Ellerbe）是一個位於美國北卡羅萊納州里奇蒙縣的城鎮。

## 人口
根據2020年美國人口普查的數據，埃勒比的面積為3.42平方千米，當中陸地面積為3.41平方千米，而水域面積為0.01平方千米。當地共有人口864人，而人口密度為每平方千米253人。